# Ильинка (Самарская область)
Ильинка — посёлок в Красноярском районе Самарской области. Входит в состав сельского поселения Хорошенькое. 

## География
Находится у левого берега реки Сок на расстоянии примерно 22 километра по прямой на северо-восток от районного центра села Красный Яр.

## Население
Постоянное население составляло 0 человек как в 2002 году, так и в 2010 году. Поселок имеет дачный характер.